# Cadillon (Unternehmen)
Cadillon S.A. war ein französischer Hersteller für Turmdrehkrane mit Sitz in Charolles. Das Unternehmen wurde 1946 gegründet und kam 1988 zu Potain. Dort blieb die Marke zunächst als BPR-Cadillon erhalten. Nach der Jahrtausendwende wurden die Krane wieder unter dem ursprünglichen Markennamen angeboten, bis Potain 2006 die Herstellung von Cadillon-Kranen einstellte.
Das Unternehmen war in Frankreich, Deutschland sowie in der Schweiz insbesondere für seine untendrehenden Schnellmontagekrane mit Laufkatzausleger und teleskopierbarem oder faltbarem Turm bekannt, die sich durch ihre einfache und schnelle Transport- sowie Aufbau- bzw. Abbaumöglichkeit auszeichneten.

## Geschichte
Das Unternehmen wurde 1946 von Roger Cadillon (1921–2011) in Charolles gegründet. Bereits 1952 spezialisierte sich Cadillon auf die Herstellung von Baukranen und 1958 brachte er einen innovativen Leichtbaukran auf den Markt, der sich durch eine besonders einfache und schnelle Montage auszeichnete. Aufgrund der wachsenden Nachfrage wurde 1962 ein weiteres Werk in Palinges eröffnet.
Cadillon konzentrierte sich unter anderem auf die Entwicklung von Schnellmontagekranen mit teleskopierbaren und faltbaren Türmen, die aufgrund ihrer kompakten Transportmaße erhebliche Vorteile boten. So stellte das Unternehmen 1967 einen Kran mit dreiteiligem Turm vor, der eine Hakenhöhe von bis zu 24 Metern erreichen konnte. Ein Novum war dabei, dass der dritte Turmabschnitt durch Abstützen auf den eingeklappten Ausleger ausgefahren werden konnte. Um sich einen Vorteil im Wettbewerb zu verschaffen, ließ Cadillon dieses Verfahren patentieren. Potain wollte dieses Verfahren ebenfalls nutzen und ging deshalb 1968 eine Kooperation mit Cadillon ein. Da die Nachfrage bei Cadillon zu dieser Zeit weiter zunahm, wurde 1969 ein zusätzliches Werk in Ciry-le-Noble eröffnet.
1982 erwarb Manitou die Mehrheitsbeteiligung an Cadillon und 1988 folgte schließlich die Übernahme durch Potain. Kurze Zeit später führte Potain die beiden Marken BPR und Cadillon zusammen. BPR war 1977 aus den Traditionsmarken Boilot-Pétolat, Pingon und Richier-Weitz entstanden und später ebenfalls von Potain übernommen worden.
Potain verlagerte 1996 die Kranherstellung von Charolles nach Charlieu. Nach der Übernahme von Potain durch Manitowoc im Jahre 2001 erhielten die Schnellmontagekrane wieder den alten Markennamen. 2006 stellte Potain die Produktion von Schnellmontagekranen unter dem Namen Cadillon ein.

## Produkte

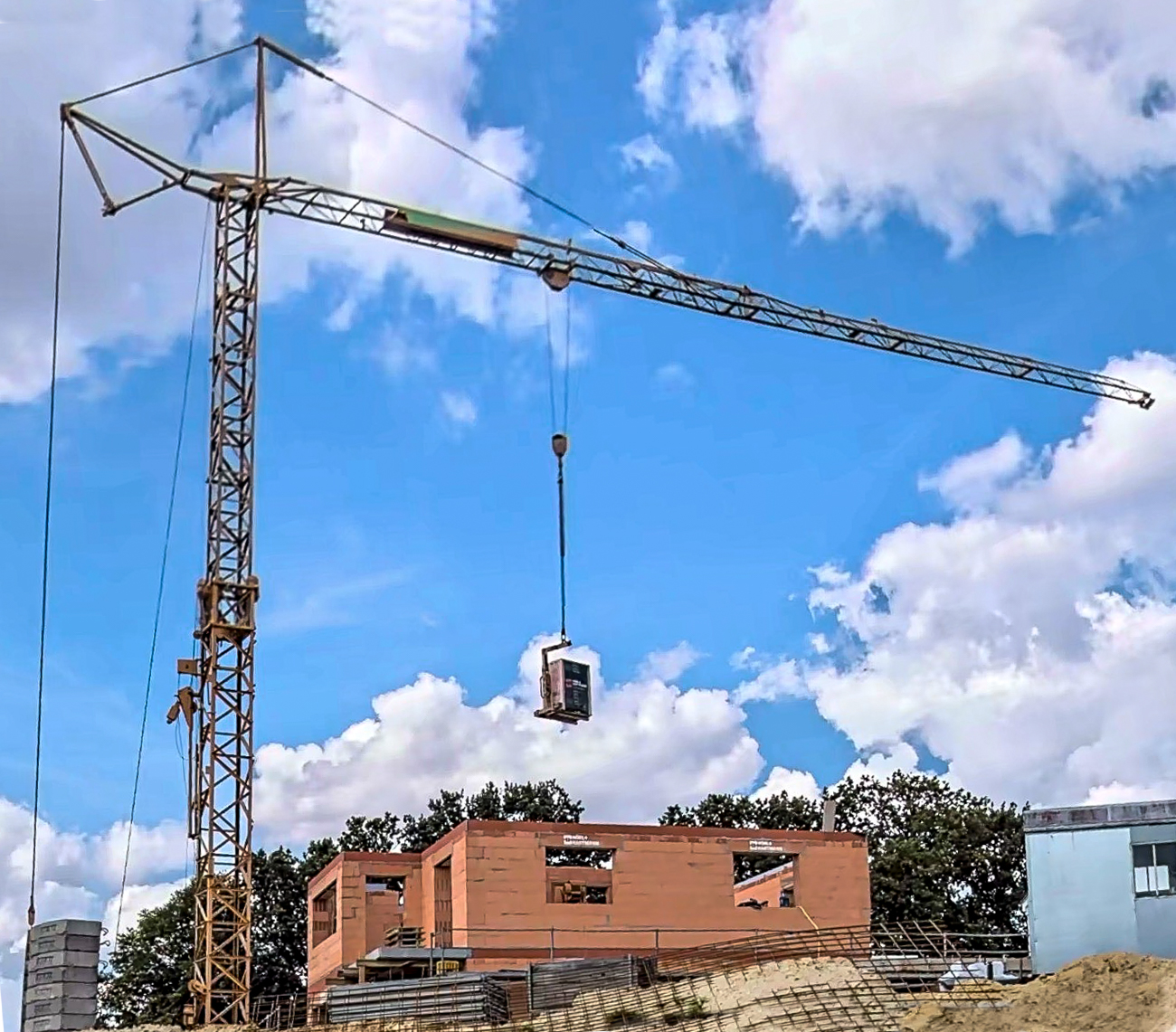
BPR-Cadillon Chrono 30

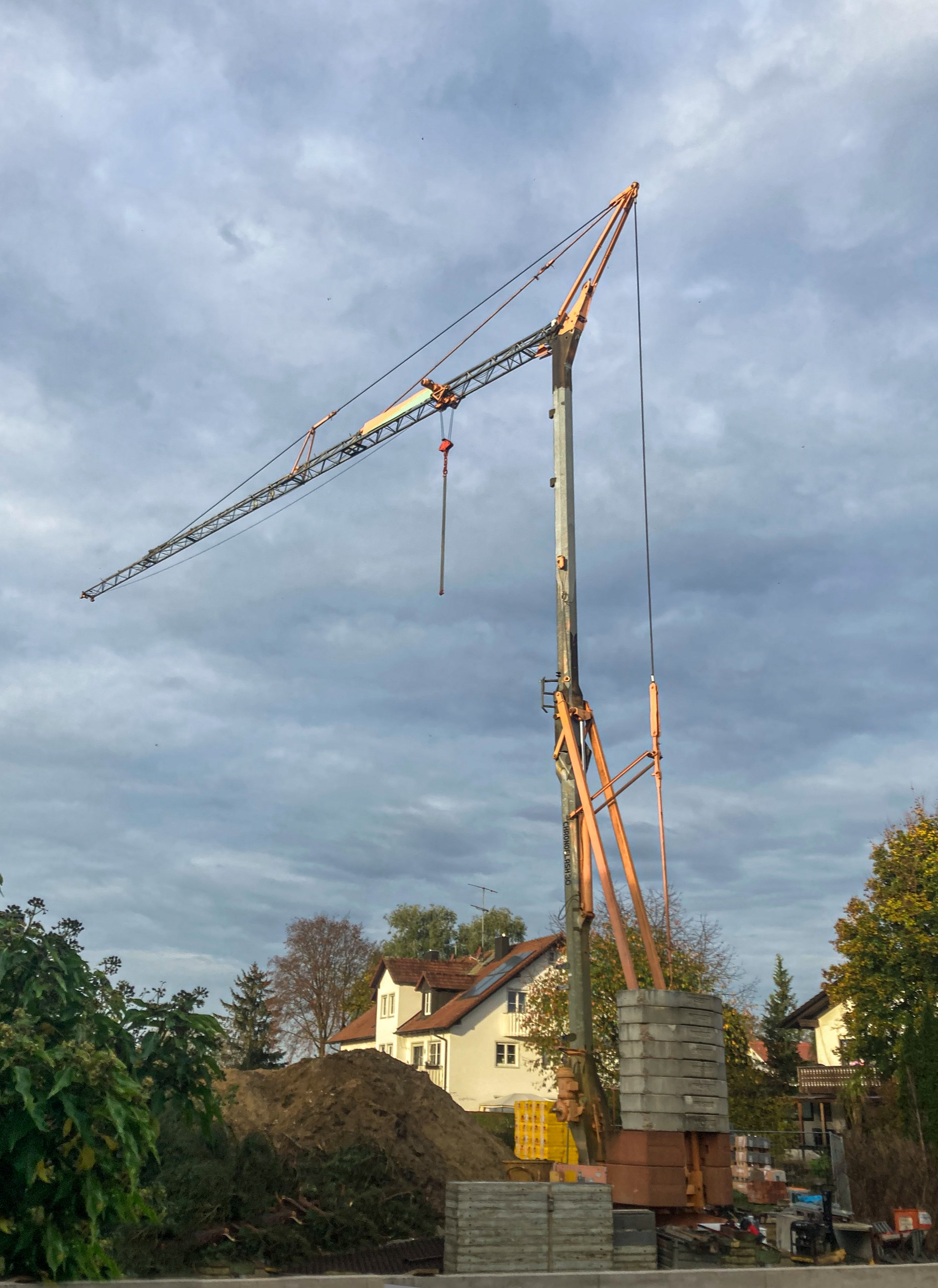
BPR-Cadillon Chronoflash 30

Cadillon begann seine Produktion mit Betonmischern, verlagerte den Fokus aber bald auf Baukrane. Die ersten Exemplare der Baureihe Champion Nr. 1 kamen 1952 auf den Markt und waren einfache Konstruktionen mit variabler Turmhöhe für den stationären Betrieb. Daraus entwickelte das Unternehmen in den darauffolgenden Jahrzehnten schnell zu montierende Turmdrehkrane in verschiedenen Größen- und Leistungsklassen. Wichtige Schritte waren dabei die Einführung des zweiteiligen Teleskopturmes im Jahr 1954 und des Laufkatzauslegers im Jahr 1958. Ab Anfang der 1960er Jahre brachte Cadillon dann selbstaufrichtende Schnellmontagekrane auf den Markt. Weitere Neuerungen waren die Vorstellung des dreiteiligen Teleskopturmes im Jahre 1967 und die Einführung der sogenannten Auslegerluftmontage Mitte der 1970er. Dabei wird der Kranausleger so in der Luft entfaltet, dass die Auslegerspitze den Boden nicht berührt.
In den 1980er Jahren führte Cadillon die neue Baureihe Chrono mit teleskopierbaren Gittermast ein und Ende des Jahrzehnts kam zudem die Baureihe Chronoflash mit hydraulisch faltbarem Mast auf den Markt. Diese beiden Baureihen wurden auch nach der Übernahme durch Potain und der Vereinigung mit BPR bis 2006 weitergebaut.